# Stylophora mordax
Stylophora mordax är en korallart som först beskrevs av James Dwight Dana 1846.  Stylophora mordax ingår i släktet Stylophora och familjen Pocilloporidae. Inga underarter finns listade i Catalogue of Life.